# Белавенцев Олег Євгенович
Олег Євгенович Белавенцев (рос. Олег Евгеньевич Белавенцев; нар. 15 вересня 1949) — російський військовий та політичний діяч, віце-адмірал, політик, професійний шпигун.
Представник Президента РФ у Північно-Кавказькому окрузі (2016—2018).
До цього був представником Президента РФ у так званому новоствореному «Кримському федеральному окрузі» (з 2014—2016). До його складу окупаційна влада ввела так звану Республіку Крим та окупований Севастополь — «місто федерального значення Севастополь».
Найвищими органами окупаційної російської влади на території Криму, яким мав курувати Белавенцев, визначено — Держраду Республіки Крим та Законодавчі Збори Севастополя.

## Життєпис

Країни, в яких Олег Белавенцев потрапив під санкції

Народився 15 вересня 1949 року у Москві.
1971 року закінчив Севастопольське військово-морське інженерне училище (нині Академія військово-морських сил). Після закінчення працював на атомних підводних човнах Червонозоряного Північного флоту СРСР.
Тривалий час був працівником КДБ СРСР. Закінчив Військово-дипломатичну академію.
З 1982 року працював третім секретарем з науки і технологій посольсьва СРСР у Лондоні, у 1985 році був висланий з Великої Британії за шпигунство. Пізніше працював у НДР.
У січні 1998 року призначений на посаду першого заступника генерального директора ФДУП «Росозброєння», яку займав до травня 1999 року.
З 2001 року був керівником ФГУ «Агентство „Емерком“» МНС РФ.
З травня по грудень 2012 року виконував обов'язки начальника управління справами губернатора Московської області.
24 грудня 2012 року призначений на посаду генерального директора ВАТ «Славянка» після великого корупційного скандалу і арешту колишнього керівника компанії Олександра Елькіна.
21 березня 2014 року наказом Путіна призначений на повноважним представником Президента РФ у так званому Кримському федеральному окрузі (невизнаному ООН та Європейським Союзом). Міжнародними організаціями та Верховною Радою України АРК визнано територією анексованою Російською Федерацією в результаті військової інтервенції. Питання вирішення Кримської кризи знаходяться в компетенції найвпливовіших міжнародних організацій.
18.03.2019 вироком Святошинського районного суду міста Києва визнано винним Бєлавєнцева О. Є. у вчиненні посягання на територіальну цілісність і недоторканість України, підбурювання до державної зради та веденні агресивної війни проти України та призначено покарання у вигляді 13 років позбавлення волі[джерело?].